# Bisacquino

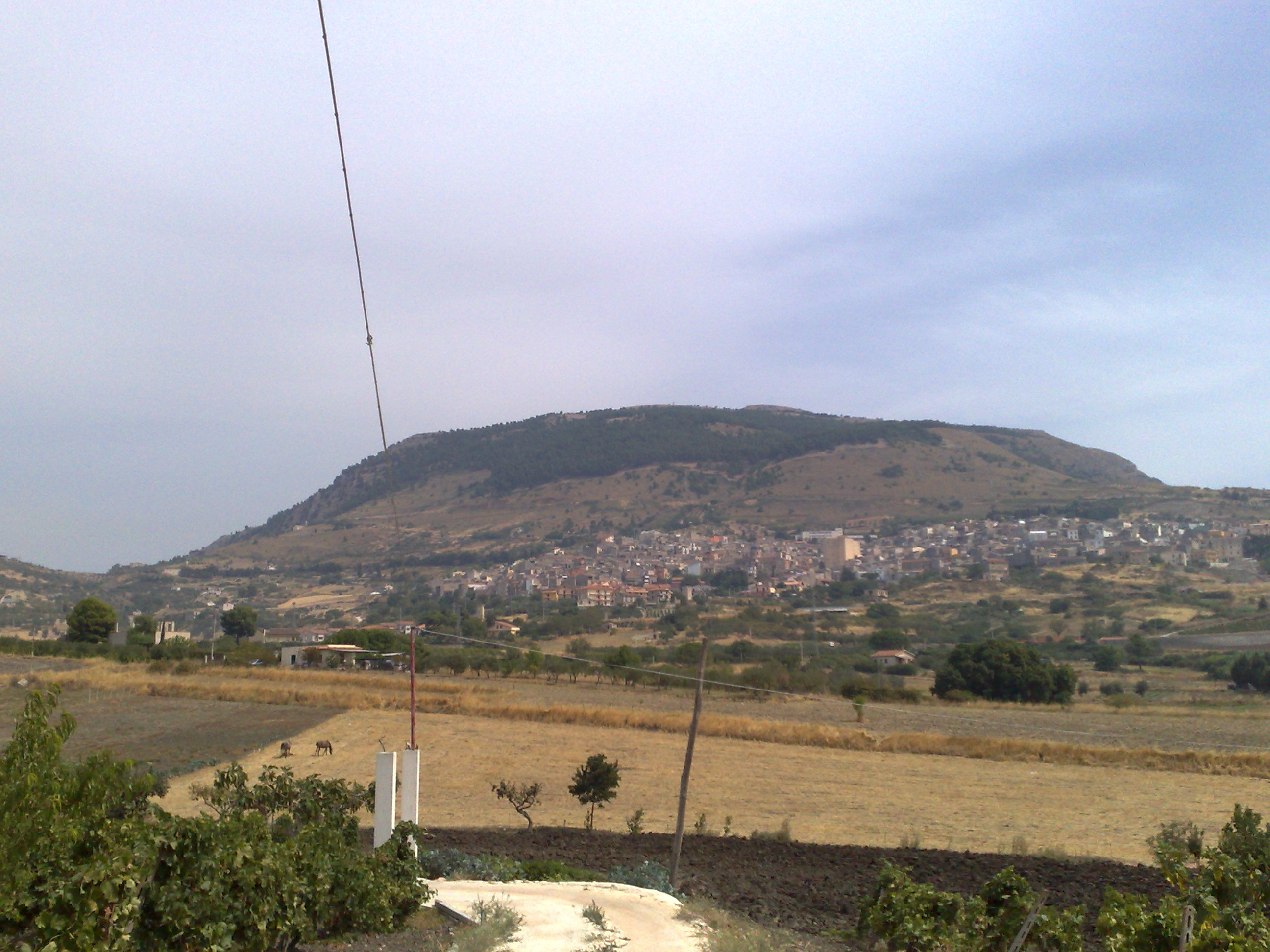
Panorama

Bisacquino ist eine italienische Stadt der Metropolitanstadt Palermo in der Autonomen Region Sizilien mit 4061 Einwohnern (Stand 31. Dezember 2023).

## Lage und Daten
Bisacquino liegt 80 km südlich von Palermo. Die Einwohner arbeiten hauptsächlich in der Landwirtschaft. Die Hauptprodukte sind Viehzucht, Getreide, Olivenöl sowie in geringerem Umfang Wein, Mandeln und Nüsse. Weitere wichtige Wirtschaftsfaktoren sind die Aufforstung des Monte Triona und die Pflege des ausgedehnten Waldgebietes.
Die Nachbargemeinden sind Caltabellotta (AG), Campofiorito, Chiusa Sclafani, Contessa Entellina, Corleone, Giuliana, Monreale, Roccamena und Sambuca di Sicilia (AG).

## Geschichte
Die Gemeinde geht auf arabischen Ursprung zurück, hier stand einmal ein arabischer Weiler. Von 1183 bis 1778 regierten die Bischöfe aus Monreale in Bisacquino.

## Sehenswürdigkeiten
Die dreischiffige Pfarrkirche mit Kuppel La Matrice wurde 1713 erbaut. Die Wallfahrtskirche Madonna del Balzo liegt am Monte Triona auf einer Höhe von 950 Meter. Sehenswert ist das städtische Museum im ehemaligen Kloster Chiesa dei Cappuccini. In der Umgebung des Ortes befindet sich die Ruine der Abtei Santa Maria del Bosco di Calatamauro, ebenso wie die Überreste der frühen befestigten arabischen Ansiedlung Castello Batellaro. Weiter findet man im Ort die restaurierte Mühle Mulino Vaccarizzotto in typischer Bauweise der Gegend.

## Söhne und Töchter der Stadt
- Frank Capra (1897–1991), US-amerikanischer Filmregisseur. Er gewann dreimal den Oscar als Bester Regisseur.